# Caran d'Ache (companhia)
Caran d'Ache é uma fabricante de materiais de escrita e artes de luxo da Suíça.

## História
Foi fundada em Genebra em 1924 quando Arnold Schweitzer comprou a Ecridor Pencil Factory. Arnold Schweitzer nomeou sua nova empresa em homenagem a Caran d'Ache, apelido do cartunista político satírico francês Emmanuel Poiré (que, por sua vez, tirou o nome de карандаш (karandash), a palavra russa para lápis).
Em 1929 Carl Schmid inventou o Fixpencil, uma das primeiras lapiseiras. A invenção foi apropriada pela Caran d'Ache.